# Cora Livingston
Pour les articles homonymes, voir Livingston.
Cora B. Bowser, plus connue sous le nom de Cora Livingston ou Livingstone (née en 1887 ou 1889 à Buffalo et morte le 22 avril 1957 à Boston) est une lutteuse professionnelle américaine, considérée comme la première championne du monde de catch.

## Biographie
Cora Livingston devient orpheline assez jeune, elle est alors placée dans une institution religieuse. Elle pratique l’athlétisme dans sa jeunesse, et finit par quitter l’orphelinat à 16 ans pour s’entraîner à la lutte. Selon certaines sources, Livingstone aurait été entraînée par les champions Dan McLeod (en) et Ben Roller (en). 
Son premier combat officiel a lieu à Buffalo le 19 mars 1906. Elle participe ensuite aux côtés d’Ernest Fenby à des exhibitions de lutte : durant quelques jours à une semaine, tous les soirs, les membres du public (hommes et femmes) sont invités à se mesurer aux deux lutteurs, parfois avec la promesse de remporter une petite somme d’argent (de l’ordre de 25 $) s’ils parviennent à avoir le dessus sur les professionnels.
En 1910, 1913 ou 1914 à Kansas City, elle remporte contre Laura Bennett le titre de championne du monde créé et sponsorisé par la National Police Gazette (en). À cette occasion et pour sceller l’importance de cette victoire à une période où plusieurs lutteuses pouvaient se présenter comme « championnes du monde », elle reçoit de l’organisateur une ceinture en cuir avec des plaques en métal, la première de l’histoire du catch féminin. Cette ceinture sera revendue sur EBay pour environ 1 600 $ en 2004,.
Elle épouse en 1913 Paul Bowser (en), promoteur originaire de Boston, qui se consacre entre autres au développement de sa carrière et à son entraînement. 
En 1923, le jour de Thanksgiving, Livingston affronte Virginia Mercereau et met son titre en jeu ; l’issue du match est controversée, puisque différents journaux donnent chacune des deux participantes comme gagnantes, certaines sources évoquant aussi un match retour remporté par Livingston.
Elle prend sa retraite des rings en 1935 et se reconvertit comme promotrice, travaillant avec son mari dans la région de Boston ; elle entraîne également Mildred Burke, qui remportera à son tour le titre de championne du monde au cours de sa carrière.
Elle meurt à Boston le 22 avril 1957,.